# قطرویه
قطرویه شهری در بخش قطرویه شهرستان نی‌ریز استان فارس ایران است. این شهر یکی از شهرهای کوچک استان و رتبه آن ۱۰۷ از بین ۱۲۴ شهر استان است.

## جمعیت
شهر قطرویه در بخش قطرویه قرار دارد و جمعیت آن بر پایه سرشماری مرکز آمار ایران در سال ۱۳۹۵برابر با ۲،۸۹۵ تن است.